# 歐洲聯盟指令
指令（Directive）是歐洲聯盟的一種成文法（歐盟法律）。和規章（Regulation）不同，指令只要求歐洲聯盟成員國達成訂明的目標，但並不限制成員國達成目標的方法（所以譯為「準則」會更貼切，事實上， "directive" 在歐盟官方的德文用語裡叫做 "Richtlinie" ，就是準則之意）。而規章立法後則立即成為每個成員國的法律一部分，各國必需照其內容執行。指令通常在規則以外留有酌情權，好讓成員國有彈性地執行。指令按照情況，由各種歐盟的立法程序頒布。

## 法理基礎
制定指令的法理基礎是歐洲聯盟運作方式條約第288條（即前建立歐洲共同體條約第249條）。
第288條
為使聯盟之完全，本制度可頒布歐洲聯盟規章、指令、決定、建議及意見。
規章全聯盟普遍適用，所有成員國受其全文約束且直接適用於所有成員國。
指令具約束力，以使每一成員國達致所訂立目標，但成員國當局可選擇其形式和方法。
決定內所指的對象，受其全文約束。

建議和意見無約束力。
理事會授予委員會立法權。按不同的範疇和合適的立法程序，上述兩個機構均可尋求立法。兩個機構分別受理事會規章和委員會規章的限制。第288條沒有如普通國家的法制一般，清楚分辨立法法案和行政法案。

## 立法程序
指令的文本，在委員會諮詢自己和各成員國的專家後制定草案。該草案將提交議會和理事會（理事會由成員國政府的部長組成），首先會評估和評價草案，最後通過或否決之。

## 法律效力
指令可能只對某些成員國具約束力，可能是一個或者一個以上。但一般來說，除共同農業政策外，指令是針對所有成員國的。

### 實施
通過成為法律時，指令會訂立時間表，使成員國能有效實施，達致其預期成果。有時，一些成員國自身的法律已經達到指令所述的效果，則這些成員國只需保持原有的相關法律。但更為普遍（約佔99%）的是，成員國需更改其原本的法律，以正確符合指令的要求。若成員國未能通過立法，或其法律未能遵從指令的規定時，歐洲理事會可能會啟動法律程序，向歐洲法院控告成員國。如果成員國只是理論上轉移指令至成員國自身的法律，卻沒有將其付諸實行，亦有可能遭歐洲理事會控告。至2008年5月1日，有1,298宗這樣的案件提交法院審理。

### 直接效力
雖然指令的原意在成員國立法前不具約束力，但歐洲法院後來建立了直接效力的法則（doctrine），使未能執行或執行情況惡劣的指令擁有直接效力。此外，在Francovich訴意大利案中，法院判決指成員國有責任賠償個人和公司因指令未能執行而導致的損失。

## 外部連結
- UK House of Commons: Report of the EU Legislative Process and scrutiny by national parliaments （页面存档备份，存于）.
- EUR-Lex, European Union Law database （页面存档备份，存于）.
- EU Legislative Procedures